# Chuck Hagel
Charles Timothy "Chuck" Hagel (født 4. oktober 1946 i North Platte, Nebraska) er en amerikansk politiker og senator af polsk-tysk afstamning fra det republikanske parti. Han repræsenterer delstaten Nebraska i USA's senatet (1997-nu). Han blev første gang valgt til senatet i 1996 og genvalgt i 2002. I 1996 lovede han, at han kun ville bestride posten i to perioder. Løftet bekræftede Hagel 8. september 2008, hvor han meddelte, at han ikke ville genopstille ved kongresvalget i 2008. Ved samme lejlighed gjorde han det klart, at han ej heller ville kandidere til præsidentvalget.
Chuck Hagel giftede sig med Lilibet Ziller i 1985 og de har to børn sammen.